# Arbre du Ténéré
L'Arbre du Ténéré était un acacia solitaire, de l’espèce Vachellia tortilis (synonymes : Acacia raddiana ou Acacia tortilis), qui fut à une époque considéré comme l'arbre le plus isolé de la Terre. Situé approximativement à 235 km au nord-est de la ville d'Agadez, au Niger, il faisait office de repère pour les routes des caravanes qui traversaient le désert du Ténéré au nord-est du Niger. Il fut renversé par un camion en 1973.

## Présentation
Il s'agit du seul arbre à avoir jamais été représenté sur une carte au 1/4 000 000e,,. La légende en fit l'arbre le plus isolé de la Terre, prétendant qu'aucun autre arbre ne se situait à moins de 400 km. On a depuis  prouvé que c'était faux : l'oasis de Timia ne se trouve ainsi, par exemple, qu'à 150 km de l'Arbre du Ténéré.

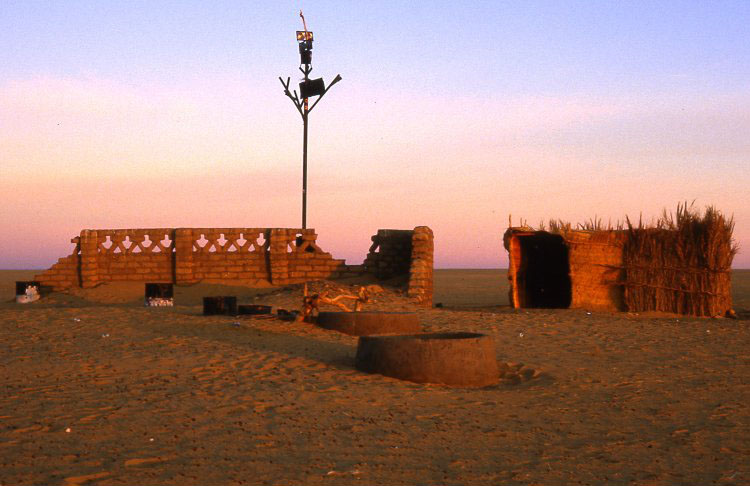
Monument actuellement en place commémorant l'arbre du Ténéré.

L'acacia était le dernier survivant d'un groupe d'arbres qui avait poussé dans le désert à une époque de moindre aridité. Pendant l'hiver 1938-1939, un puits est foré à côté de l'arbre par des militaires français pour faciliter le transit des convois militaires dans la région. Il est alors découvert que ses racines atteignent la nappe phréatique, située plus de 30 mètres en dessous de la surface.
« Il faut voir l'arbre pour croire à son existence. Quel est son secret ? Comment peut-il être toujours en vie malgré la multitude de dromadaires qui dévastent les alentours ? Comment se fait-il qu'à chaque Azalai, aucun chameau ne dévore ses feuilles ou ses bourgeons ? Parmi les nombreux Touaregs qui conduisent les caravanes de sels, pourquoi donc aucun d'eux ne lui coupe les branches pour faire du feu pour le thé ? La seule réponse est que cet arbre est tabou et qu'il est considéré comme tel par les caravaniers. » Michel Lesourd, 21/5/1939 
Une photographie de 1939  par le commandant Michel Lesourd, montre que l'arbre possédait alors deux troncs et des rameaux; l'un des troncs a disparu dans les années 1940  puis, en 1973, l'arbre a été renversé accidentellement par un camionneur libyen, prétendument ivre, qui faisait une marche arrière. Le 8 novembre 1973, l'arbre mort est transporté au Musée national Boubou-Hama à Niamey et remplacé par une simple sculpture métallique représentant un arbre,.

## Dans la fiction et les œuvres d'art
- Le film La Grande Finale, sorti en 2006, accorde une grande présence à l'Arbre. Les trois protagonistes de l'intrigue parviennent à faire de la sculpture représentant l'arbre une antenne de télévision pour suivre un important match de football.
- Une chanson de Vincent Absil, L'Arbre du Ténéré (1996), rend hommage à l'Arbre[11].
- Le clip de la chanson Transmission/Michaelion du groupe français d'origine vénézuéliano-cubaine Ibeyi raconte l'histoire de cet arbre[12].
- Quatre x quatre (1986  (ISBN 2-8001-1411-8)) est un album de bande dessinée de la série « Les aventures de Jeannette Pointu » qui se déroule pour une grande partie durant le raid Paris-Dakar durant lequel apparaît l'arbre du Ténéré
- La poétesse suisse Anne Perrier lui consacre un poème dans son recueil « Les noms de l'arbre » (Editions Empreintes, 1989): L'arbre du Ténéré.
- La nouvelle Nomade, écrite par Patricia Roger-Ammar et extraite du recueil《Enfants du désert》(éditions Jacques Flament, 2017) fait référence directe à « l'acacia solitaire » qui n'est autre que l'arbre du Ténéré.
- Le roman L'arbre-monde (The Overstory, 2018) de Richard Powers évoque l'Arbre du Ténéré à l'occasion d'une conférence donnée par Patricia Westerford, l'une des principales protagonistes de l'histoire.

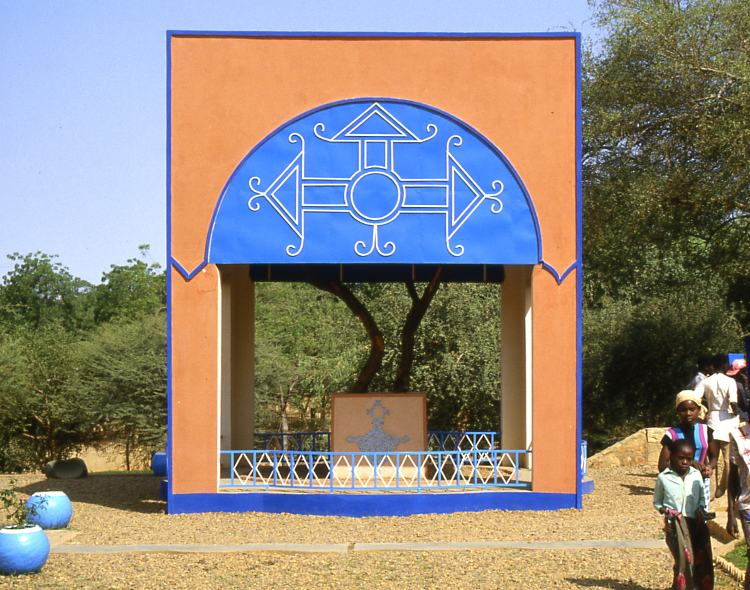
Les restes de l'arbre sont exposés au musée national Boubou-Hama de Niamey.

## Pour approfondir